# Téspio
Téspio, na mitologia grega, foi um rei de Téspias, associado a Héracles durante o episódio conhecido como a caçada ao Leão de Citerão.

## Téspias
Pausânias apresenta duas versões sobre sua fundação da cidade e a origem do seu nome: em uma delas, Téspias era uma filha de Asopo; em outra, a cidade deriva seu nome de Téspio, um ateniense descendente de Erecteu
Segundo Diodoro Sículo, Téspio era filho de Erecteu.
Segundo Pseudo-Apolodoro, Téspio era casado com Megamede, filha de Arneus, com quem tinha cinquenta filhas; em Diodoro Sículo, porém, suas cinquenta filhas são de suas várias esposas.

## Caçada ao leão de Citerão
Héracles tinha dezoito anos, e foi hospedado por Téspio quando foi caçar o Leão de Citerão, que estava atacando o gado de seu pai Anfitrião e do rei Téspio.
Toda noite, quando voltava da caçada, Héracles se deitava com uma filha diferente do rei, mas pensando que era a mesma; Téspio fez isso porque queria que suas cinquenta filhas tivessem filhos de Héracles.

## Netos de Téspio
Iolau, sobrinho de Héracles, liderou uma colônia grega para a Sardenha, composta por vários dos filhos téspios de Héracles.